# Шимон Бар-Кохба

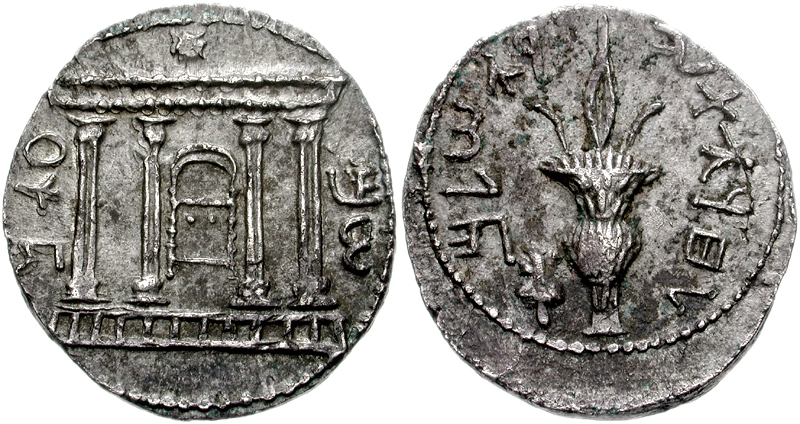
Серебряная тетрадрахма Бар-Кохбы. Аверс:Иерусалимский Храм, фасад с восходящей звездой, надпись «Шимон». Реверс: lulav, текст: «за свободу Иерусалима»

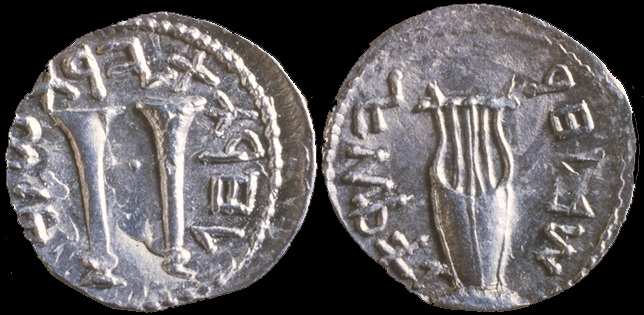
Серебряный зуз (денарий) Бар-Кохбы. Аверс: Трубы, окруженные надписью «За свободу Иерусалима». Реверс: Лира, вокруг надпись «Второй год свободы Израиля»

Шимон Бар-Кохба (ивр. שמעון בר כוכבא‎, Бар-Кохба — с арам. «сын звезды») — предводитель иудеев в восстании против римлян при императоре Адриане, в 131—135 годах. В 132 году основал независимое от римской империи еврейское государство, которое пало после двухлетней войны в 135 году.

## Биография
В 115—118 годах иудеи три раза безуспешно пытались свергнуть римское владычество; наконец, в 130 году, немедленно после отъезда Адриана из Сирии, подготовленное втайне восстание началось снова — и во главе движения стал Бар-Кохба.
Настоящее его имя было Шимон Бар-Косба. Согласно находкам из пещеры писем, его имя имело разные вариации: Шимон Бар-Косева (שמעון בר כוסבה), Бар Косева (בר כוסבא) либо Бен Косева (בן כוסבא).
Рабби Акива прозвал его Бар-Кохба, то есть «сын звезды», поскольку древнее мессианское пророчество Билама (Чис. 24:17) о восходящей от Иакова звезде должно было, по убеждению его сторонников, исполниться на нём. Однако ученики Рабби Акивы не разделяли его мнения, и в Талмуде он ни разу не употребляется под именем Бар-Кохба. Раввин Иосе бен Халафта, ученик Рабби Акивы, в своей книге Седер Олам Рабба дал ему оскорбительное имя Бен-Козива («сын лжи»), так как разочаровался в нём после поражения восстания.
В раввинистической литературе Шимон Бар-Кохба описывается как иррациональный и вспыльчивый человек.

## Восстание Бар-Кохбы
Восстание стало назревать практически сразу после войны Квиета из-за серии римских законов Адриана. Евреям запрещалось совершать обряд обрезания младенцев, а также назначать судей и возлагать тфилин. Адриан послал войска для подавления восстания.
В отличие от Первой Иудейской войны, когда три отдельные иудейские армии сражались между собой, чтобы занять Храмовую гору, Бар-Кохба выступил против Рима с объединённой армией. Согласно Талмуду, армия добровольцев насчитывала 200 тыс. человек.
Сначала Бар-Кохба боролся с большим успехом против римлян, которые принуждены были даже оставить Иерусалим, так что он был объявлен царём и стал чеканить монету. Бар-Кохба известен своей жестокостью к тем евреям, которые отказывались присоединяться к повстанцам.
Восстание перешло за пределы собственно Израиля; 50 городов и много деревень перешли под власть восставших, которых поддерживал также знаменитый рабби Акива со своими учениками. Когда явился полководец Адриана Юлий Север, повстанцы перешли к обороне и Иерусалим пал.
После этого Бар-Кохба укрылся в крепости Бейтар. Там он заподозрил своего дядю Елазара Хамудаи в измене и казнил его. В августе 135 года (девятое ава) осаждённые были голодом вынуждены к сдаче. Все защитники крепости казнены, кроме единственного сбежавшего Шимона бен Гамалиеля II. Сам же Бар-Кохба погиб от укуса змеи.
Сотни тысяч (около 580 000) иудеев погибли в этой борьбе. Многие, среди которых был рабби Акива, были казнены и распяты, и жестокие кары последовали за этой попыткой иудеев возвратить себе политическую независимость.